# Корневильские колокола
«Корневи́льские колокола́» (фр. Les Cloches de Corneville) — комическая опера в трёх действиях и четырёх картинах французского композитора Робера Планкета на либретто Луи-Франсуа Клервилля и Шарля Габе по пьесе «Вилларские колокола» Э. Майара. Мировая премьера оперы состоялась 19 апреля 1877 года в театре «Фоли Драматик» в Париже.
Опера была переведена на несколько языков и по-прежнему ставится в театрах по всему миру.

## История
Луи Кантен, директор театра «Фоли Драматик», первоначально планировал заказать оперу Флоримону Эрве, но передумал и в 1876 году заказал её Роберу Планкету. Премьера оперы состоялась в парижском театре «Фоли Драматик» 19 апреля 1877 года, где была исполнена 408 раз. Хотя сюжетная линия была подвергнута критике за сходство с операми «Белая дама» и «Марта», несмотря на смешанные первоначальные отзывы, эта опера стала одной из самых популярных в мире и получила высокую оценку за её мелодичную и жизнерадостную, изящную и легко запоминающуюся музыку, разнообразие игривых танцевальных ритмов, изобилие разнообразных народно-песенных и танцевальных жанров, эффектные массовые хоровые номера и интересные оркестровые краски. Долгие годы мелодии этой оперы распевались не только в Париже, но и по всей стране, их играли и садовые оркестры и уличные шарманщики.
22 октября 1877 года под названием «The Chimes of Normandy» опера была впервые поставлена в Нью-Йорке, в «Театре на Пятой Авеню». 28 февраля 1878 года, с английским либретто Фарни и Риса, «Корневильские колокола» были впервые поставлены в Лондоне, в театре Folly, а затем 31 августа того же года постановка была перенесена в театр «Глобус». Исполненная в Лондоне 705 раз, опера обогнала по количеству исполнений «Корабль Её Величества „Пинафор“» Гилберта и Салливана и до 1886 года (опера «Dorothy») занимала первое место среди всех музыкально-театральных постановок Лондона.
21 апреля 1902 года как «The Bells of Corneville» опера вновь была поставлена в Нью-Йорке, в театре «Виктория».

## Постановки в России
Опера «Корневильские колокола» впервые была исполнена на русском языке 8 мая 1880 года антрепризой Михаила Лентовского в театре сада «Эрмитаж» в Москве. Его более поздняя постановка упоминается в «Осколках московской жизни» А. П. Чехова:

В ноябре Лентовский отчаянно стукнул кулаком по столу, похерил свою «великую задачу» и взялся за добрые старые «Корневильские колокола»… «Смотрите здесь, смотрите там…» дало милейшие результаты. И сбор полон, и публика довольна. Позвонив в корневильские колокола, Лентовский ещё пуще ублаготворил московские вкусы: он сделал залп из сотни ружей.

## Действующие лица
- Гаспар, богатый фермер (бас)
- Жермен, его племянница (сопрано)
- Серполетта, его приёмная дочь (сопрано)
- Жан Гренише, его работник (тенор)
- маркиз Анри де Корневиль (баритон)
- Жанна, Манетта, Сюзанна, Катрин — служанки
- Гриппарден, Фуинар — клерки
- сельский Староста
- Нотариус
- Писец
- Крестьяне и крестьянки, сельские сторожа, матросы, кучера, слуги.

## Сюжет

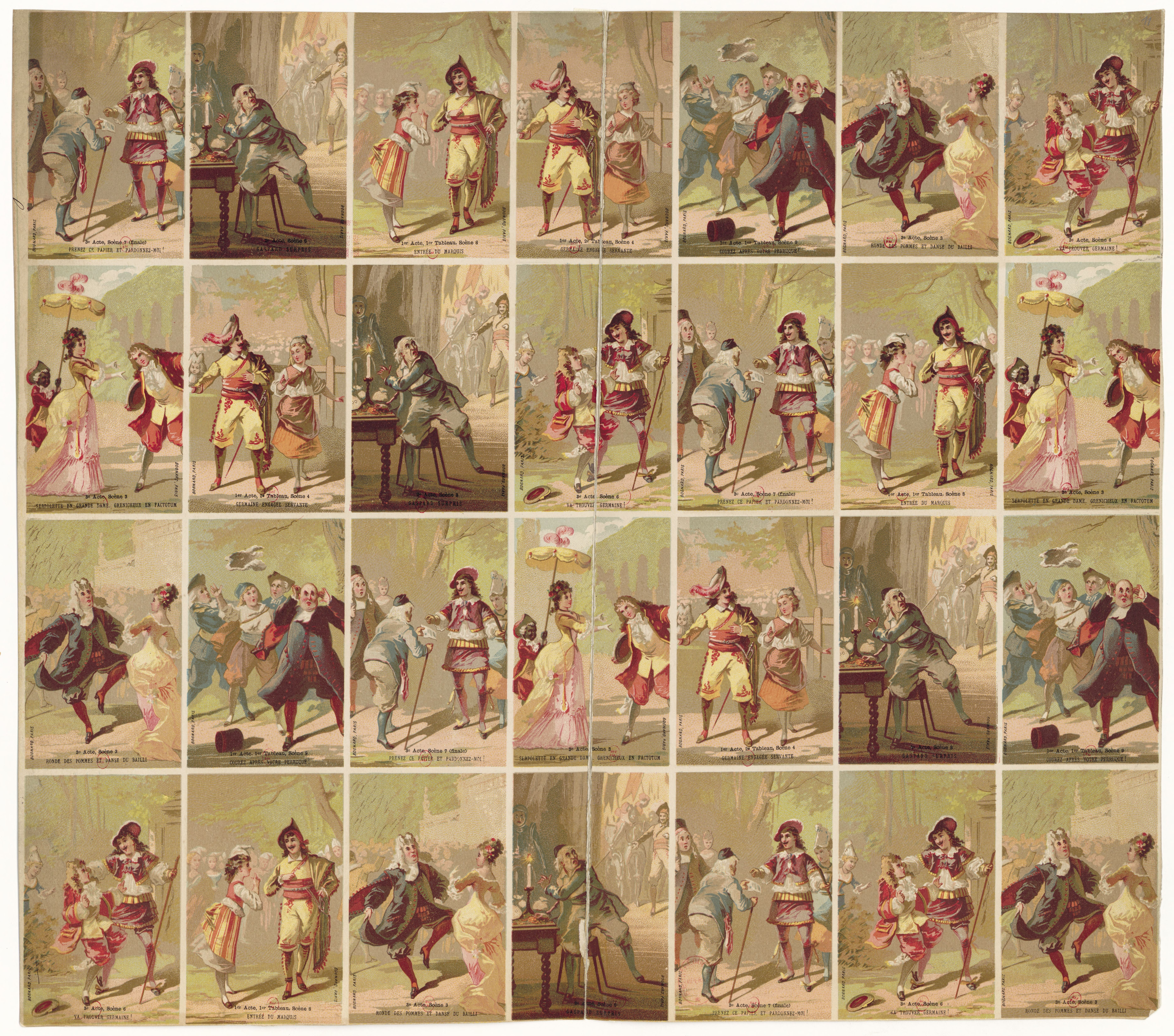
Сцены из «Корневильских колоколов»

Действие происходит в Нормандии в конце царствования Людовика XIV.
В местечке Корневиль жизнь идёт своим чередом: мелкие происшествия, весёлые пересуды. Гаспар хочет расчётливо выдать замуж племянницу Жермен. Она же обещала соединить свою судьбу с Гренише, спасшим её недавно от беды, когда она чуть не утонула. Скрываясь от дяди, Жермен бежит на рынок Корневиля. Здесь можно наняться в служанки, обретя таким образом хозяина-защитника. В его роли выступает маркиз де Корневиль, который вернулся из чужих краёв в родной замок. О заброшенном замке ходят странные слухи: там поселилось привидение. Маркиз нанял, помимо Жермен, Серполетту и Гренише, также покинувших злого Гаспара. Со своими помощниками и новыми слугами он проникает в замок. Выясняется, что привидение — это сам Гаспар, отпугивающий местных жителей от замка (старик прячет здесь сундук с сокровищами).
Маркиз, всё более проникаясь сочувствием и нежностью к Жермен, узнает о её обещании, данном Гренише. Жермен же жалеет, что не ответила тогда Гренише по-нормандски: «ни да, ни нет». Молодой де Корневиль возмущён обманом: спас Жермен из беды вовсе не Гренише, а он сам. Наступает благополучная развязка. Жермен отвечает на чувства маркиза. Корневильцы приветствуют новую хозяйку замка. По её просьбе маркиз прощает Гаспара и Гренише и оставляет в замке весёлую Серполетту. На башне Корневильского замка ожили колокола, возвещая начало новой счастливой жизни.

## В других произведениях искусства
Опера «Корневильские колокола» неоднократно упоминается в литературном творчестве А. П. Чехова: «Контракт 1884 года с человечеством», «Фантастический театр Лентовского», «Осколки московской жизни», «Мой Домострой», «Три года», а также в рассказе «Смерть чиновника» :

В один прекрасный вечер не менее прекрасный экзекутор, Иван Дмитрич Червяков, сидел во втором ряду кресел и глядел в бинокль на «Корневильские колокола». Он глядел и чувствовал себя на верху блаженства. Но вдруг… 
А также упоминается в «Землетрясении» А. В. Амфитеатрова, «Коне Бледном» Б. Савинкова и романе «Целомудрие» Н. А. Крашенинникова.
Мелодия и слова хора служанок «Смотрите здесь, смотрите там» использованы в «Антиформалистическом райке» Д. Д. Шостаковича. В оригинале эти слова поют кокетливые девушки-служанки, демонстрируя со всех сторон свои прелести, а сам номер стал одним из символов опереточной, так сказать, «игривости» (что и привлекало таких ценителей искусства, как Червяков из чеховского рассказа). У Шостаковича же слова «Смотрите здесь, смотрите там» являются призывом к бдительности в сталинском понимании этого слова, а попросту говоря, к стукачеству. Сохранив и даже усилив игривость номера, композитор подчеркнул пошлость репрессивного режима, царившего тогда в СССР.